# Wazner
Wazner, Wazenez o Wadjenedj (fl. XXXII-XXXI secolo a.C.), è stato un sovrano del Basso Egitto appartenente alla cosiddetta dinastia 0.
Egli regnò sul delta del Nilo È menzionato nella Pietra di Palermo insieme ad altri re del Basso Egitto.